# 大法寺
大法寺（だいほうじ）は、長野県小県郡青木村にある天台宗の寺院。山号は一乗山。開基（創立者）は藤原鎌足の子・定恵と伝える。本尊は釈迦如来。国宝の三重塔があることで知られる。

## 歴史
寺伝である一乗山観院霊宝記によると、大法寺は奈良時代の大宝年間（701〜704）に藤原鎌足の子である定恵によって創立されたとされる。その後、平安時代の大同年間（801〜810）に坂上田村麻呂の祈願により、義真（天台宗座主）によって再興された。
大宝年間と定恵が生きたとされる間（諸説あり）は一致しない。歴史資料や地理的事実からは、大法寺が近くに存在した東山道の浦野駅に関係する寺として創建されたと考えるのが妥当とされており、いずれにしても奈良時代に創建された信州でも有数の古刹である。
平安時代に周辺地域が牧場として栄えたことから、大法寺は牧場関係者による崇敬を受けた。重要文化財に指定されている十一面観音菩薩立像、普賢菩薩立像などはこの間に造られ、平安時代独特の作風を伝えている。
鎌倉時代に入いると大法寺は、周辺に住んだ有力地頭による崇敬を受けた。特に国宝に指定されている三重塔や、重要文化財に指定されている厨子、須弥壇などの文化財は、浦野氏、北条氏などの地頭の支援により造られた。
江戸時代、大法寺は戸隠の勧修院の末寺となっており、天台修験による山岳仏教の寺として栄えた。

## 文化財

### 国宝

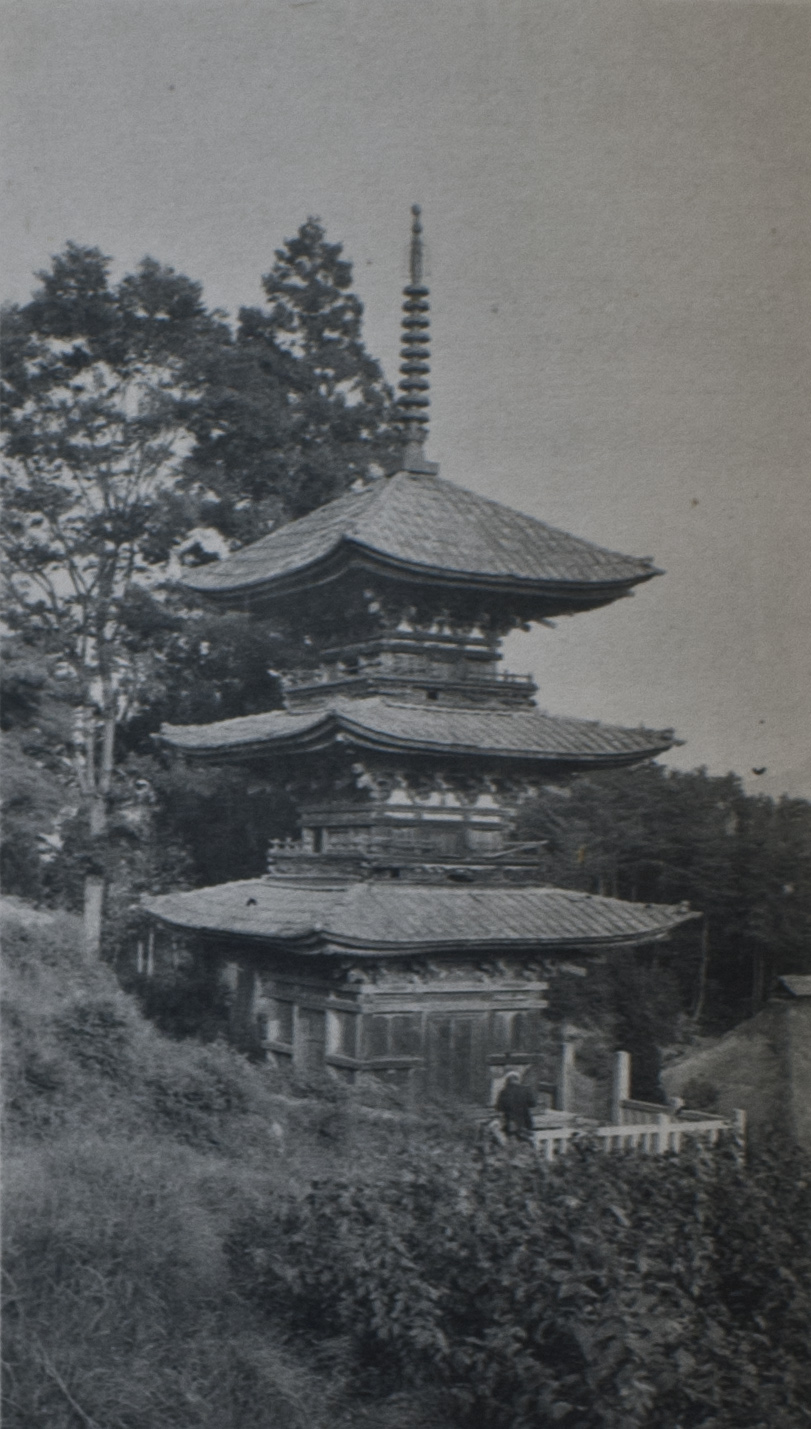
岩井武俊 著書『日本古建築菁華』（1919-1922）に掲載された大法寺三重塔

- 三重塔 - 山腹に点在する伽藍の最も高い地点に位置する。鎌倉幕府崩壊の年にあたる、正慶2年（1333年）に建立された和様の三重塔。

### 重要文化財
- 木造十一面観音及び脇侍普賢菩薩立像 2躯[1] － 十一面観音、普賢菩薩ともにカツラ材の一木造で、平安時代・10世紀後半の作[2]。周辺地域では最古の仏像。観音堂に安置されている。
- 厨子及び須弥壇 － 室町時代。禅宗様の厨子であり、上部にある鯱（しゃちほこ）は木製のものとしては日本最古とも考えられている[2]。

### 長野県宝
- 鰐口 - 南北朝時代の終わりの作。

### 青木村天然記念物
- かやの木 - 1511年本堂再建時に植えられた樹齢500年を超す大木。この木からとられたかやの実が、大法寺境内で名物として売られている。

## 所在地
長野県小県郡青木村当郷2052

## 近隣情報
- 青木村歴史文化資料館
- 東昌寺
- 浦野駅 東山道浦野駅家（うまや）跡推定地。「浦野駅跡公園」となっている。

大法寺がある塩田平周辺は「信州の鎌倉」とも呼ばれ、かつて塩田北条氏の拠点として栄えたことから、鎌倉時代から室町時代にかけての中世の文化財が多く集まる。
- 安楽寺 （国宝）八角三重の塔 他
- 常楽寺 （重文）石造多宝塔
- 前山寺 （重文）三重塔
- 中禅寺 （重文）薬師堂 他
- 信濃国分寺（重文）三重塔
- 龍光院

## 交通アクセス
- 北陸新幹線・しなの鉄道上田駅お城口1番のりばから千曲バス青木線「当郷」停留所下車（バス所要時間約30分）。停留所より徒歩約15分。